# Gand-Wevelgem 1963
 (novembre 2021).
La 25e édition de Gand-Wevelgem a eu lieu le 24 mars 1963. La course est remportée par le Belge Benoni Beheyt (Wiel's-Groene Leeuw) qui parcourt les 231 kilomètres en 5 h 51 min 20 s.

## Déroulement de la course
Un groupe de huit coureurs se présente à l'arrivée à Wevelgem. Le sprint est remporté par le Belge Benoni Beheyt devant le Britannique Tom Simpson. 112 coureurs ont pris le départ et 54 ont terminé la course.

## Classement final
| Place | Coureur              | Équipe                | Temps           |
| ----- | -------------------- | --------------------- | --------------- |
| 1     | Benoni Beheyt        | Wiel's-Groene Leeuw   | 5 h 51 min 20 s |
| 2     | Tom Simpson          | Peugeot-BP            | m.t.            |
| 3     | Michel Van Aerde     | Solo-Terrot-Englebert | m.t.            |
| 4     | Martin Van Geneugden | G.B.C.-Libertas       | m.t.            |
| 5     | André Noyelle        | Dr. Mann              | m.t.            |
| 6     | René Van Meenen      | Wiel's-Groene Leeuw   | m.t.            |
| 7     | Willy Vannitsen      | Peugeot-BP            | m.t.            |
| 8     | Rik Van Looy         | G.B.C.-Libertas       | m.t.            |
| 9     | Joseph Wouters       | Solo-Terrot-Englebert | à 15 s          |
| 10    | Jacques De Boever    | Solo-Terrot-Englebert | à 25 s          |